# Parnassius stubbendorfi
Parnassius stubbendorfi  là một loài bướm sống ở độ cao lớn được tìm thấy ở dãy núi Altay qua Trung, Nam và viễn đông của Siberia, Sakhalin và quần đảo Kuril và từ Mông Cổ qua miền Bắc Trung Quốc đến tây Hàn Quốc và Nhật Bản. Loài này thuộc chi Parnassius, trong họ Papilionidae.

## Hình ảnh

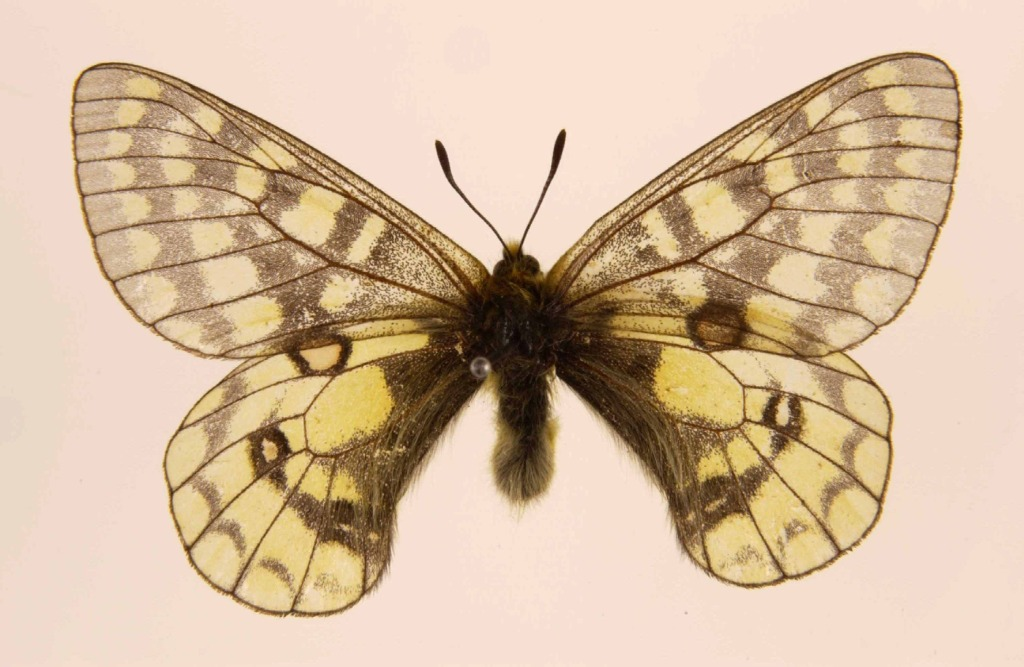
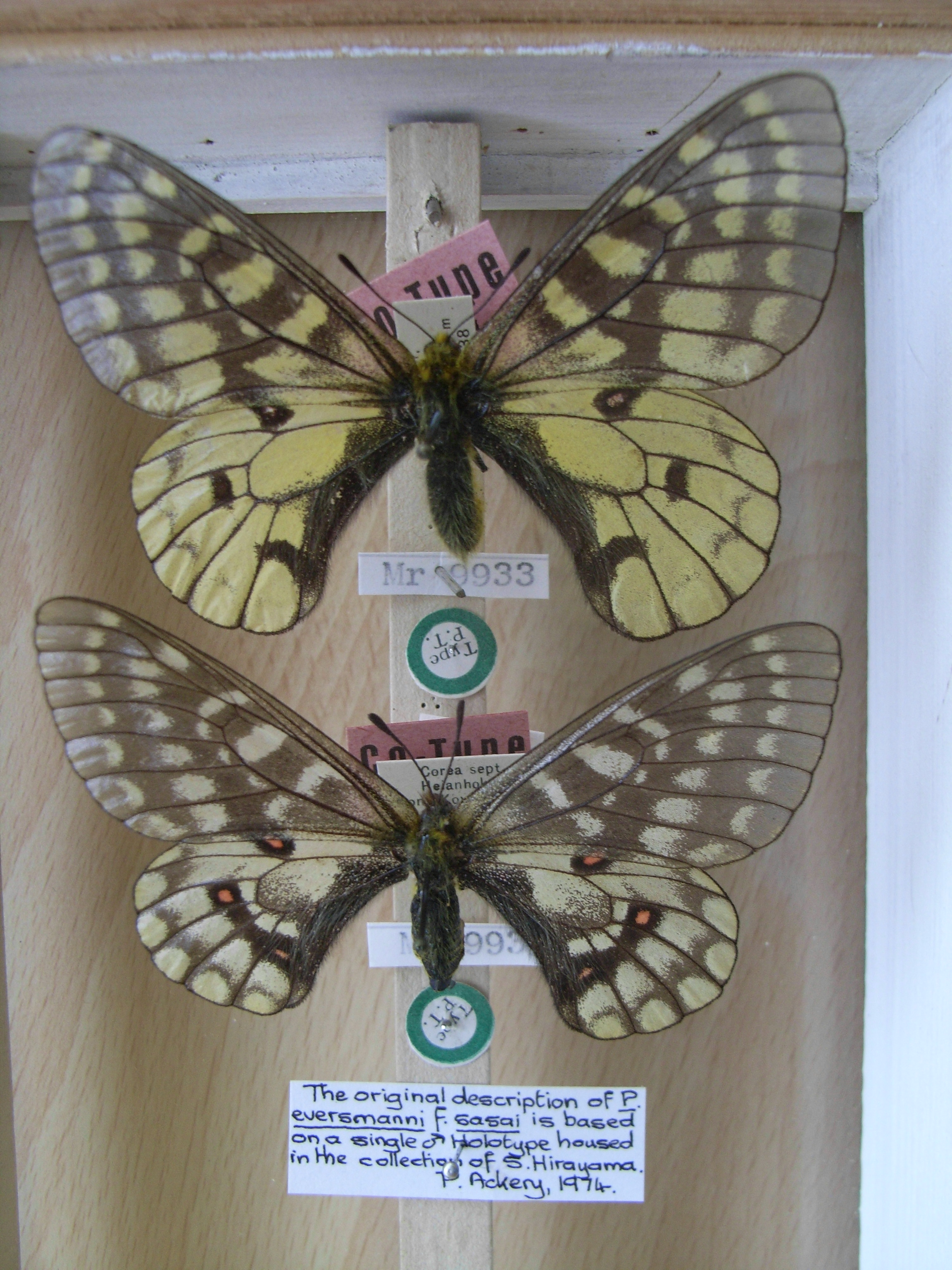
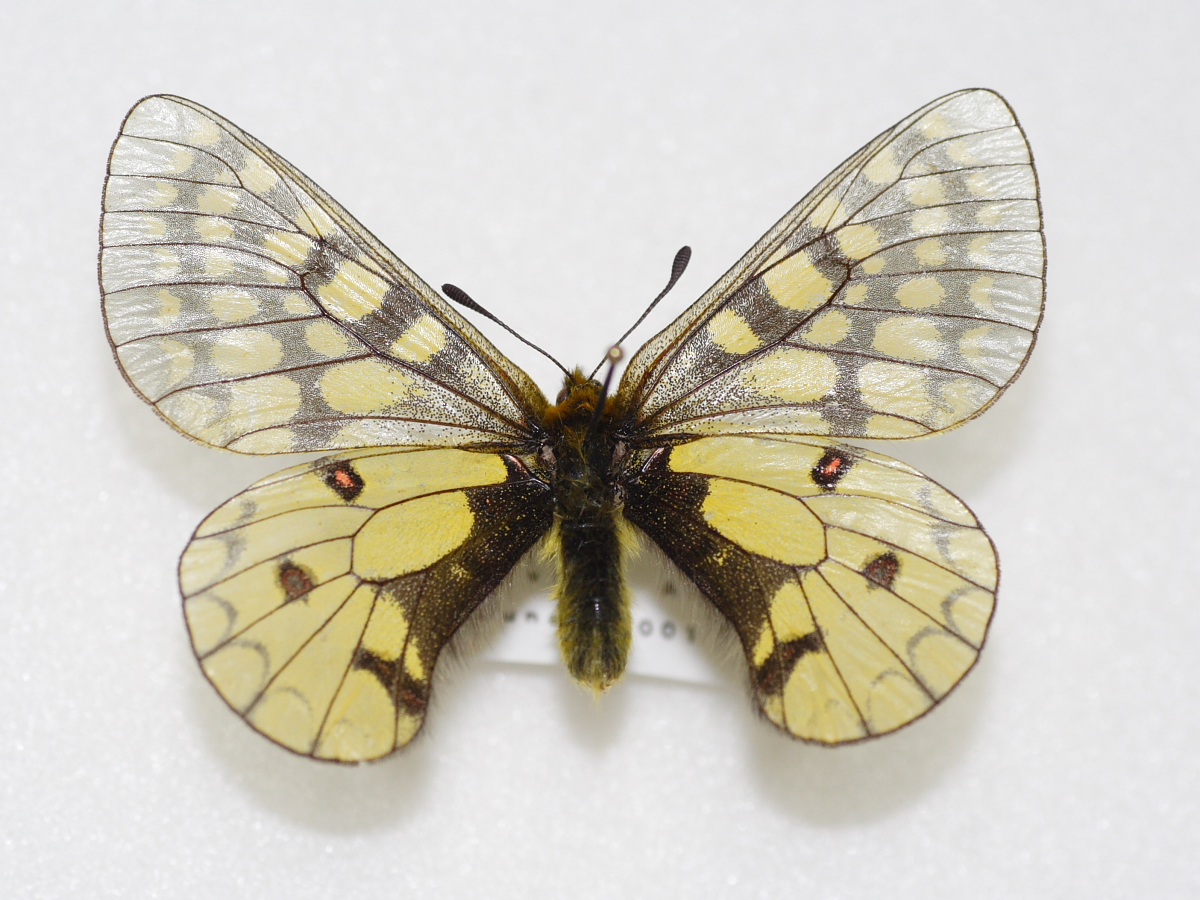
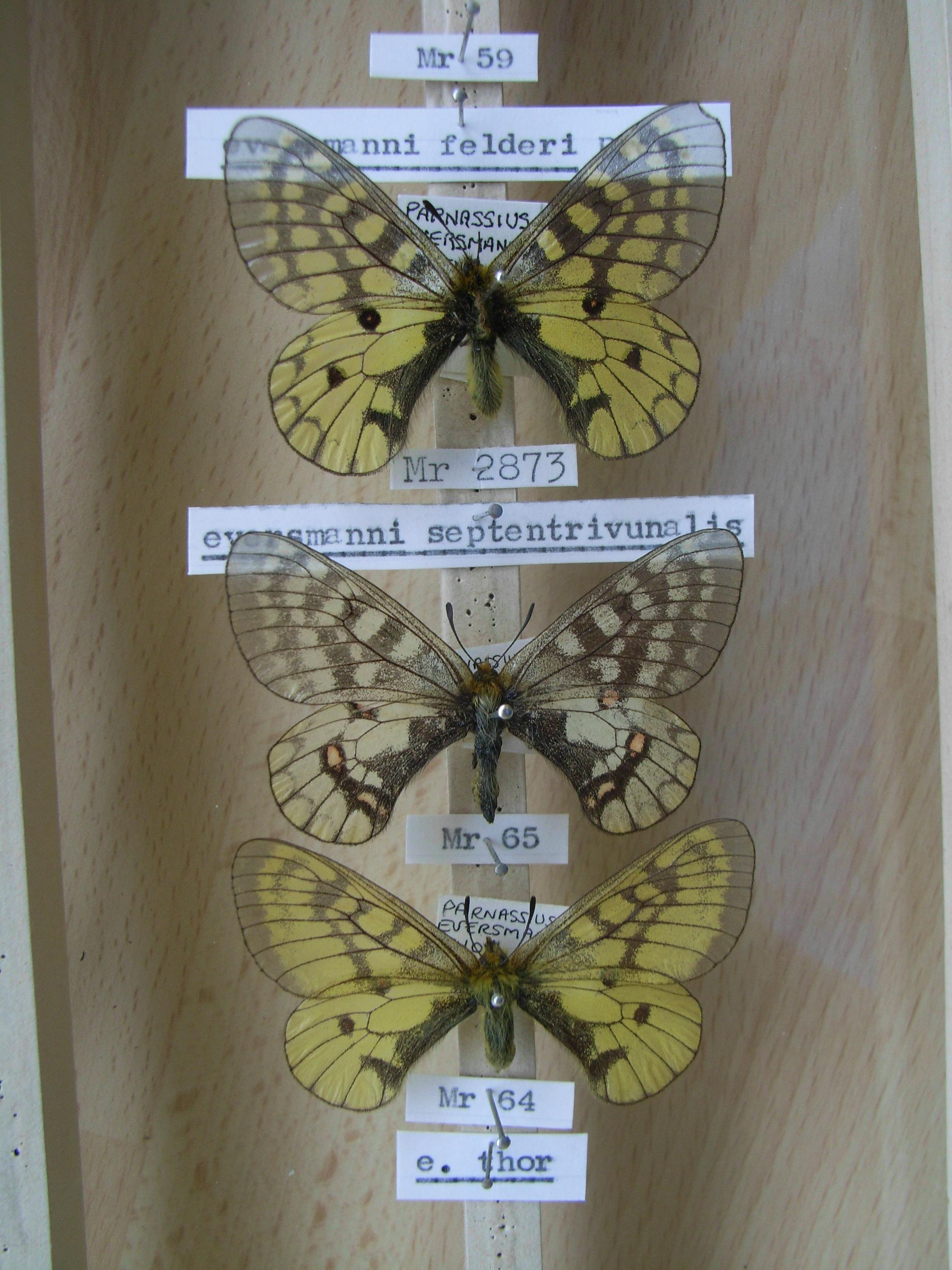